# 2004年北京密云灯会踩踏事故
2004年北京密云灯会踩踏事故是于2004年2月5日，在北京市密云县密虹公园内发生的一起因人群拥挤等因素导致的踩踏事故，共造成37人死，15人受伤。

## 过程
当天是农历正月十五，元宵节。密虹公园举办迎春灯展活动，19点多，一游人在观灯时，在公园内彩虹桥(亦称 云虹桥，在密云县城区西南侧，横跨白河，呈东北-西南走向)上跌倒，身后游人拥挤，造成踩踏。死者多为女性和小孩。

## 处理
胡锦涛，温家宝，罗干，周永康等中央领导作出批示。北京市领导刘淇、王岐山等赶到现场处置。12名责任人给予行政撤职、行政记过、党内警告等处罚，直接责任人孙勇、陈百年移交司法机关。彩虹桥被禁止通行，密云县县长张文引咎辞职。
2004年9月4日下午，彩虹桥重新对游人开放。